# 深天藍
深天藍(英文：Deep Sky Blue)，為顏色列表中的顏色之一。是藍色系的其中一種顏色，同時也是一種淺藍色，因為此顏色像是深了一點點的天空的顏色，所以得到了深天空藍的名稱。

## 命名由來
深天空藍，顧名思義，是天空深了一點點的顏色。而這名字而這名字的由來如下：
深天藍是一個湛藍和青色中間的顏色。
這種顏色的傳統名稱是「卡普里島」。
第一次使用的卡普里在英語作為顏色的名字是在1920年。
顏色卡普里一般被命名為蔚藍色。
而深天藍色這種顏色並沒有投入使用，直至1987年頒布X11顏色列表。
至今，卡布里和深天藍還是都有持續使用。